# Heřmanov (Jindřichovice)
Heřmanov (deutsch Hermannsgrün; vom 17. bis 19. Jahrhundert Hermesgrün) ist eine Grundsiedlungseinheit der Gemeinde Jindřichovice (Heinrichsgrün) in Tschechien.

## Lage

### Nachbarorte
Nachbarorte sind Jindřichovice (Heinrichsgrün) im Südwesten, Rotava (Rothau) im Westen, Hradecká (Scheft) im Osten, U Rybníka (Teichhäuser) und Šindelová (Schindlwald) im Norden.

## Geschichte

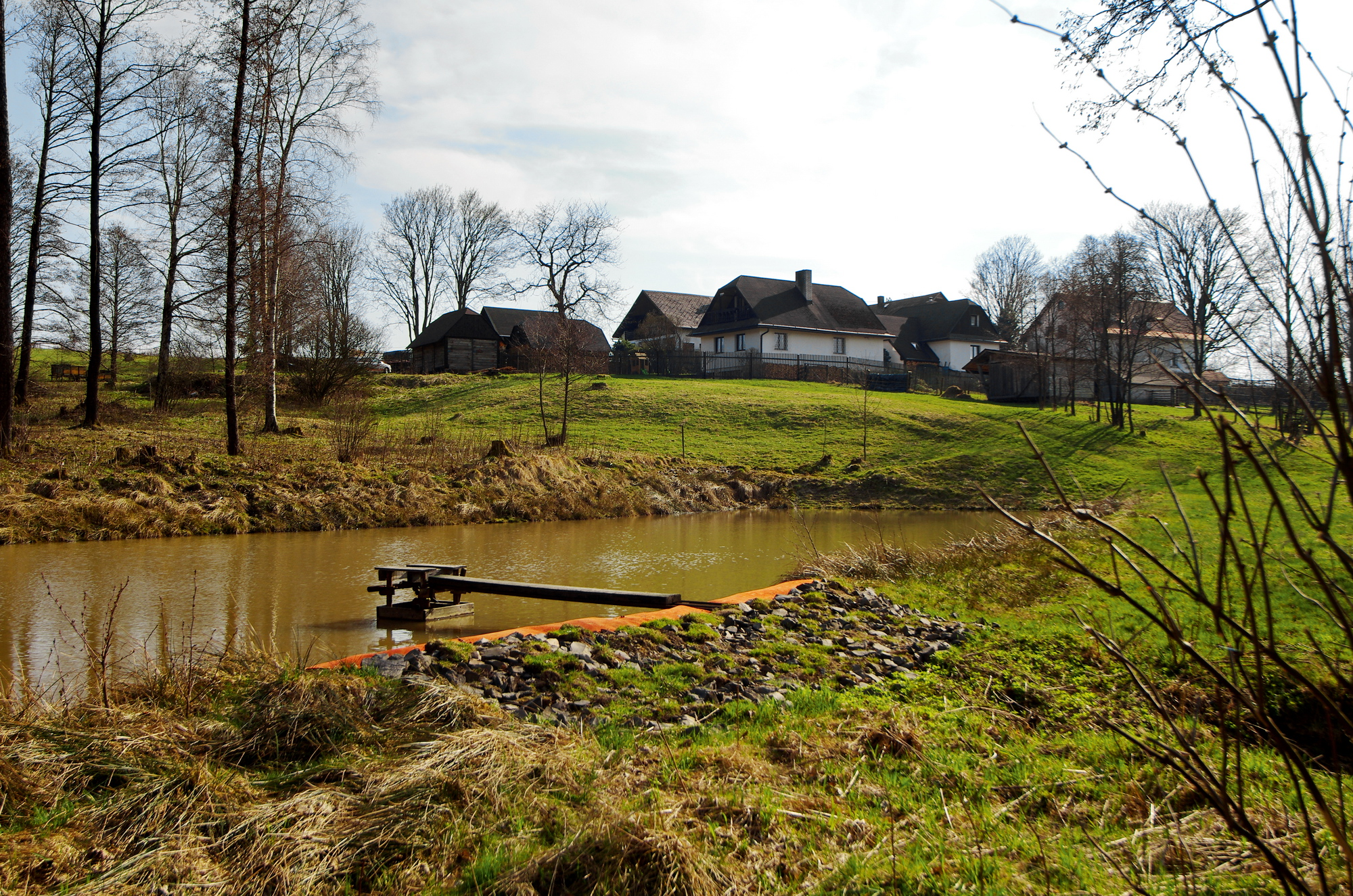
Heřmanov

Der Ortsname mit dem Suffix „grün“ weist auf eine Rodungsgründung des Hochmittelalters im Zuge der deutschen Ostkolonisation hin. Hermannsgrün gehörte zunächst zur Herrschaft Neudek. Die Ersterwähnung erfolgte 1341, als König Johann von Böhmen den Herrn von Neudek, Peter Plick, und seine Erben mit Thierbach und Hermannsgrün belehnte und die Erlaubnis erteilte, das „Halsgericht“ auszuüben. 1525 werden im örtlichen Grundbuch für Hermannsgrün vier Höfe, sechs Hütten und mehrere Mühlen ausgewiesen. Im Ort existierte ein Herrenhaus, auf dem bis 1606 Nikolaus Schlick residierte. Im Zuge einer Erbteilung der Schlick von 1582 fiel das Dorf an die Herrschaft Heinrichsgrün. Seit 1612 gehörte die Herrschaft Graf Joachim Schlick, der sich 1618 am böhmischen Ständeaufstand beteiligte. Die Herrschaft wurde konfisziert und als freies Lehen 1627 an den Reichshofrat, Kämmerer und Vizekanzler Otto Freiherr von Nostitz verkauft, der 1630 kinderlos starb. Von ihm erbte es sein Neffe, der Oberstkanzler Johann Hartwig von Nostitz-Rieneck. Die Folgen des Dreißigjährigen Krieges, Hungersnöte und Pestepidemien hatte die Bevölkerung deutlich dezimiert. In der Steuerrolle von 1654 erscheint das Dorf mit vier Anwesen, deren Bewohner Landwirtschaft und Viehzucht betrieben. 1699 stieg die Einwohnerzahl auf 43. 1709 waren es 61 und 1783 126 Einwohner. 1847 bestand Hermannsgrün aus 23 Häusern mit 174 Einwohnern, die größtenteils Landwirtschaft betrieben. Außerdem bestanden dort eine Hilfsschule und eine Mühle mit einer Brettsäge.
Ab 1849 gehörte Hermannsgrün zum Gerichtsbezirk Neudek und ab 1868 zum Bezirk Neudek. Hermannsgrün war zur Pfarrkirche St. Martin in Heinrichsgrün gepfarrt, wo auch der Friedhof lag. 1852 wurde im Ort ein neues Schulgebäude errichtet. Nach dem Münchner Abkommen wurde Hermannsgrün 1938 dem Deutschen Reich zugeschlagen und war bis 1945 Teil des Landkreises Neudek. 1945 kam das Dorf zur Tschechoslowakei zurück. Nach der Vertreibung der ausschließlich deutschsprachigen Bewohner bis Oktober 1946 wurden die meisten Häuser mit Leuten aus Innerböhmen besiedelt. 1950 wurde Heřmanov nach Šindelova eingemeindet. 1960 erfolgte die Eingemeindung nach Jindřichovice.